# Juan Ferrer
Juan Ferrer Lahera, född 24 augusti 1955 i Santiago de Cuba, död 22 oktober 2015 i Havanna, var en kubansk judoutövare.
Han tog OS-silver i herrarnas halv mellanvikt i samband med de olympiska judotävlingarna 1980 i Moskva.